# سه پادشاه (فیلم ۱۹۹۹)
سه پادشاه (انگلیسی: Three Kings) فیلمی در ژانر سرقت، کمدی-درام و جنگی به کارگردانی دیوید او. راسل است که در سال ۱۹۹۹ منتشر شد.

## داستان
داستان فیلم در مورد سه سرباز آمریکایی می‌باشد که در عراق به دنبال طلاهای دزدیده شده از کویت می‌باشند.

## بازیگران
- جرج کلونی
- مارک والبرگ
- آیس کیوب
- اسپایک جونز
- کلیف کرتیس
- نورا دان
- جیمی کندی
- سعید تغماوی
- جودی گریر
- میکلتی ویلیامسون